# Kākori
Kākori är en ort i Indien.   Den ligger i distriktet Lucknow District och delstaten Uttar Pradesh, i den centrala delen av landet, 400 km sydost om huvudstaden New Delhi. Kākori ligger 128 meter över havet och antalet invånare är 18 332.
Terrängen runt Kākori är mycket platt. Runt Kākori är det mycket tätbefolkat, med 3 022 invånare per kvadratkilometer. Närmaste större samhälle är Lucknow, 14,0 km öster om Kākori. Trakten runt Kākori består till största delen av jordbruksmark.